# Pseudanthias pictilis
Pseudanthias pictilis és una espècie de peix de la família dels serrànids i de l'ordre dels perciformes.

## Morfologia
- Els mascles poden assolir 13,5 cm de longitud total.[4][5]

## Hàbitat
És un peix marí de clima subtropical i associat als esculls de corall, el qual viu entre 12-40 m de fondària.

## Distribució geogràfica
Es troba a Nova Caledònia, el sud de la Gran Barrera de Corall (Austràlia), l'Illa Norfolk i Tonga.